# Représentation d'un groupe topologique
En mathématiques, une représentation continue, ou représentation d'un groupe topologique est une représentation de ce groupe sur un espace vectoriel topologique qui est continue en tant qu'action.

## Définition
Une représentation continue d'un groupe topologique G sur un espace vectoriel topologique V est un morphisme de groupes de G dans le groupe linéaire de V,
{\displaystyle \pi :G\to GL(V)},
tel que l'application de l'espace produit G × V dans V donnée par
{\displaystyle (g,v)\rightarrow \pi (g).v}
soit continue.
On dit alors que G agit (continument) sur V.

## Autres notions de continuité
Toute représentation continue est, en particulier, continue séparément par rapport à chaque variable :
- pour tout g∊G, l'application π(g) est continue ;
- pour tout v∊V, l'application G→V, g↦π(g).v est continue.

Réciproquement, toute représentation « fortement continue », c'est-à-dire continue séparément par rapport à v et à g (V étant muni de la topologie forte) est une représentation continue, lorsque V est un espace de Banach et G un groupe localement compact.
Pour toute représentation continue sur un espace de dimension finie V, π:G→GL(V) est continue, puisque dans une base fixée de V, chacun des coefficients de la matrice de π(g) est continu par rapport à g.
Mais si V est de dimension infinie, π n'est en général pas continue. Par exemple pour la représentation unitaire continue du groupe compact S1 agissant sur H=L2(S1) par translations, l'application π, à valeurs dans U(H) muni de la topologie de la norme d'opérateurs, n'est pas continue.

## Glossaire
Les notions usuelles de théorie des représentations de groupes ont leur variante « continue » dans le contexte des représentations d'un groupe topologique. Par exemple :
- une sous-représentation de (V,π) est un sous-espace vectoriel fermé de V invariant sous l'action de G ;
- (V,π) est dite irréductible si elle n'admet aucune autre sous-représentation (au sens ci-dessus) qu'elle même et {0} (l'irréductibilité au sens usuel entraîne donc l'irréductibilité au sens des représentations continues, mais la réciproque est fausse) ;
- un opérateur d'entrelacement (ou morphisme), de (V,π) vers une autre représentation continue (W,ρ) de G, est une application linéaire continue φ:V→W telle que pour tout g∊G, φ∘π(g)=ρ(g)∘φ ;
- deux représentations continues sont équivalentes si elles sont isomorphes, c'est-à-dire entrelacées par un isomorphisme φ bicontinu (ce qui entraîne qu'elles sont équivalentes au sens usuel mais, là encore, la réciproque est fausse).

## Sources
- Pierre Colmez, Éléments d'analyse et d'algèbre : promotion 2006, année 1, tronc commun, Éditions de l'École polytechnique, 2007  (ISBN 978-2-73021404-9) (Rééd. Eléments d'analyse et d'algèbre (et de théorie des nombres), 2009  (ISBN 978-2-73021563-3))
- Antoine Chambert-Loir, « Introduction aux groupes et algèbres de Lie »(Archive.org • Wikiwix • Archive.is • Google • Que faire ?), cours de master 2 à l'université de Rennes 1 (2004-2005), chap. 3, § 2 : Généralités sur les représentations continues des groupes topologiques